# Buenache de la Sierra (kommun)
Buenache de la Sierra är en kommun i Spanien.   Den ligger i provinsen Provincia de Cuenca och regionen Kastilien-La Mancha, i den centrala delen av landet, 150 km öster om huvudstaden Madrid. Antalet invånare är 115. Arean är 57 kvadratkilometer.
Terrängen i Buenache de la Sierra är platt åt sydost, men åt nordväst är den kuperad.